# أولنساكر
أولنساكر (بالنرويجية: Ullensaker)‏ هي بلدية في مقاطعة آكرشوس، النرويج. تعد جزءاً من منطقة رومريكه التقليدية. يقع أكبر مطار أوسلو-غاردرموين، وهو مطار دولي في النرويج في أولنساكر.

## التسمية
سميت البلدية نسبة إلى مزرعة أولينساكر القديمة (باللغة النوردية القديمة: أولينشوف) لأن أول كنيسة بنيت هناك. الجزء الأول من الاسم مشتق من كلمة «أولينن» وتشير إلى أول (آلهة في الميثولوجيا النوردية) أما الجزء الأخير «هوف» وتعني «المعبد» أو «الهيكل» لكن حوالي عام 1500 استبدل «هوف» بـ«أكر» وتعني «المرج» أو «الحقل».

## شعار النبالة
أولينساكر لم تعتمد شعار نبالة رسمي لكن لديها رمز يمثل البلدية اعتمد سنة 1979 وهو يصور أول (الآلهة النوردية) يحمل ثلاثة أقواس. يمكن إيجاد هذا الرمز بألوان مختلفة.

## الجغرافيا
تحد أولينساكر كل من أيدسفول شمالا، نيس شرقا، سوروم جنوبا، ياردروم ونانستاد غربا. مطار النرويج الدولي غاردرموين، أكبر مطار دولي والمطار الرئيسي في النرويج، يقع في أولينساكر. يوجد في البلدية تجمعان سكانيان رئيسيان: قرية كلوفتا ومدينة جيسهايم وتعد الأخيرة مقرا إداريا للبلدية. تضم البلدية قاعدة عسكرية للجيش الملكي النرويجي في ساسفولموين، وقاعدة جوية للقوات الجوية الملكية النرويجية.

## السكان
شهدت البلدية نمواً كبيراً في عدد السكان خلال الخمسين سنة الأخيرة، لكن معدل النمو شهد انخفاضا طفيفاً خلال السنوات القليلة الماضية. ما بين عامي 2000 و2007 كان عدد السكان يرتفع بمعدل ستة آلاف كل عام. أحد أسباب هذا النمو الديموغرافي السريع هو بناء مطار غاردرموين.

## معالم البلدية
- راكنيهوغن، أكبر جثوة في شمال أوروبا.
- تراندومسكوغن، نصب تذكاري تخليدا لذكري الـ173 نرويجيا، 15 سوفياتيا، و6 بريطانيين الذين أعدموا من طرف النازيين خلال الحرب العالمية الثانية.
- متنزه غاردرموين الثقافي، يقع بالقرب من مطار غاردرموين يقع فيه كل من المتحف الاسكندنافي لخطوط الطيران ومجموعة طائرات القوات الجوية النرويجية.

## اتفاقيات التوأمة
أولينساكر لديها اتفاقيات توأمة مع كل من:
- بورغاربيغو، المنطقة الغربية، أيسلندا.[8]
- فالكلانبرغ، محافظة هاللاند، السويد.[9]
- لايرفيك، إيستروي، جزر فارو.[10]
- أودشريد، إقليم شيلندا، الدنمارك.[11]

## روابط خارجية
- معلومات حول البلدية في موقع الإحصاءات النرويجي.
- الموقع الرسمي للبلدية.
- متنزه غاردرموين الثقافي.